# Pałac w Roudnicy nad Labem
Pałac w Roudnicy nad Labem, Pałac Roudnice nad Labem (cz. Zámek Roudnice nad Labem) – barokowy pałac, należący do czeskiej rodziny szlacheckiej Lobkovic, zbudowany w latach 1652–1684 na skalistym cyplu nad rzeką Łabą na miejscu wcześniejszego romańskiego zamku w Roudnicy nad Labem.
Dawny zamek stał tu ze względów bezpieczeństwa, w strategicznym miejscu przy Łabie będącej drogą wodną oraz na szlaku handlowym prowadzącym z Pragi w kierunku Górnych Łużyc.

## Położenie
Pałac położony jest w centrum miasta, przy Placu Karola i dominuje nad zabytkowym centrum miasta. Budynek trzy skrzydła w kształcie podkowy. Od strony południowej niski łącznik, który zamyka bryłę w kształt kwadratu. Pośrodku łącznika znajduje się wejście na dziedziniec. Budynek bramny w postaci wieży z dzwonnicą, która dawniej była również latarnią. Pałac jest jednym z największych w Czechach o wymiarach 58 m × 54 m.